# Моосхам (замок, Австрия)
Моосхам (нем. Schloss Moosham) — средневековый замок в муниципалитете Унтернберг, в округе Тамсвег, в федеральной земле Зальцбург, Австрия. Основан в XII веке. По своему типу относится к замкам на вершине.

## История

### Ранний период
Замок впервые упоминается в документах 1191 года. Однако сведения о первых десятилетиях существования крепости очень скудны. В 1285 году Моосхам вошёл в состав владений архиепископов Зальцбурга. В XIII веке замок стал резиденцией магистратов и административным центром по управлению окрестными землями. Архиепископ Леонхард фон Койтшах (1442–1519) и те, кто руководил епархией после него, использовали комплекс как летнюю резиденцию. Так продолжалось до 1577 года. Затем замок утратил прежнее значение, как важная крепость, но долго оставался важным региональным центром, где располагались суд и другие учреждения.

### XVIII–XIX века

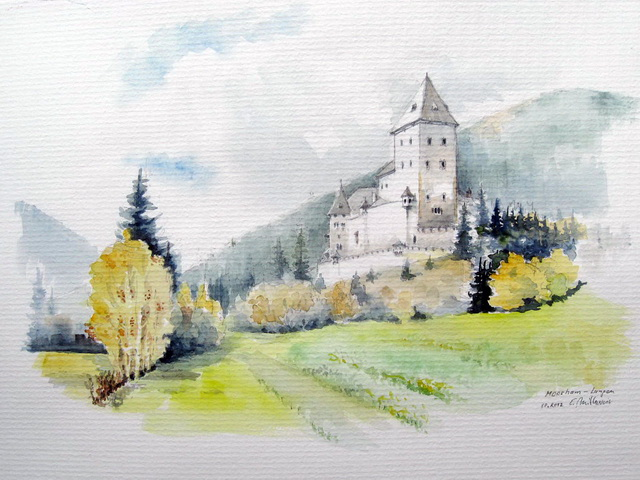
Замок на акварельном рисунке

В 1790 году архиепископ Иероним фон Коллоредо распустил суд, находившийся в Моосхаме. Судебная администрация с той поры переехала в другой населённый пункт. Последним судьёй в замке был Иоганн Венцель фон Хельмрайх цу Брунфельд. После него комплекс постепенно стал приходить в упадок. Стены и башни ветшали, крыши пропускали влагу. К началу XIX века замок оказался заброшенным.
В 1886 году граф Иоганн Непомук Вильчек купил полуразрушенный комплекс Моосхам. До этого граф вложил немалые средства в восстановление замка Кройценштайн. С 1874 года там успешно шёл процесс ремонта и реставрации. К концу XIX века был почти полностью восстановлен и Моосхам. С тех пор он стал семейной резиденцией графов Вильчек.

### XX–XXI век
Замок благополучно пережил обе мировые войны. В XX замок владельцы несколько раз производили реконструкцию комплекса. Замок Моосхам до сих пор остаётся частной собственностью семьи Вильчек.
В 1976 году известный американский пианист и композитор Сесил Тейлор записал здесь во время музыкального фестиваля свой альбом Air Above Mountains (Buildings Within).

## Современное использование
Моосхам открыт для посещения. Вниманию посетителей предлагается богатая коллекцией произведений искусства. Экспонаты собирались владельцами замка более полутора веков. В экспозицию входят как археологические находки, относящиеся к эпоху Римской империи, так и многочисленные артефакты Средневековья и Нового времени. Проводятся экскурсии. Отдельный раздел посвящён временам судебных процессов над ведьмами, которые активно проходили в этих местах около 1680 года. Туристы могут увидеть как хорошо сохранившихся оригинальные орудия пыток, так и их точные копии.
В замке регулярно проходят музыкальные фестивали, художественные выставки и исторические реконструкции.

## В массовой культуре
- В 1981 году замок упоминался в радиопостановке из серии радиоспектаклей ужасов станции Europe[нем.] (Эпизод № 11: «Сделка с дьяволом»).
- В 1982 году Моосхам служил местом съёмок немецко-американского телевизионного фильма «Таинственный незнакомец[нем.]» со швейцарским актёром Бернхардом Викки в главной роли.
- В 2005 году замок стал декорацией при съёмках австрийского фильма-сказки «Румпельштильцхен[нем.]» (на мотивам одноимённой сказке братьев Гримм). Премьера картины состоялась в 2007 году.
- В 2012 года вышел немецкий фильма «Красавица и чудовище[нем.]». Часть сцен снималась на фоне замка Моосхам.
- Осенью 2016 года в замке снимались эпизоды для немецкого телефильма «Невеста-еретичка[нем.]».
- В 2019 году в замке снимались эпизоды 147-й серии сериала «Жуткий кабинет» (эпизод «Die Höllenfahrt des Schörgen-Toni»).

## Галерея

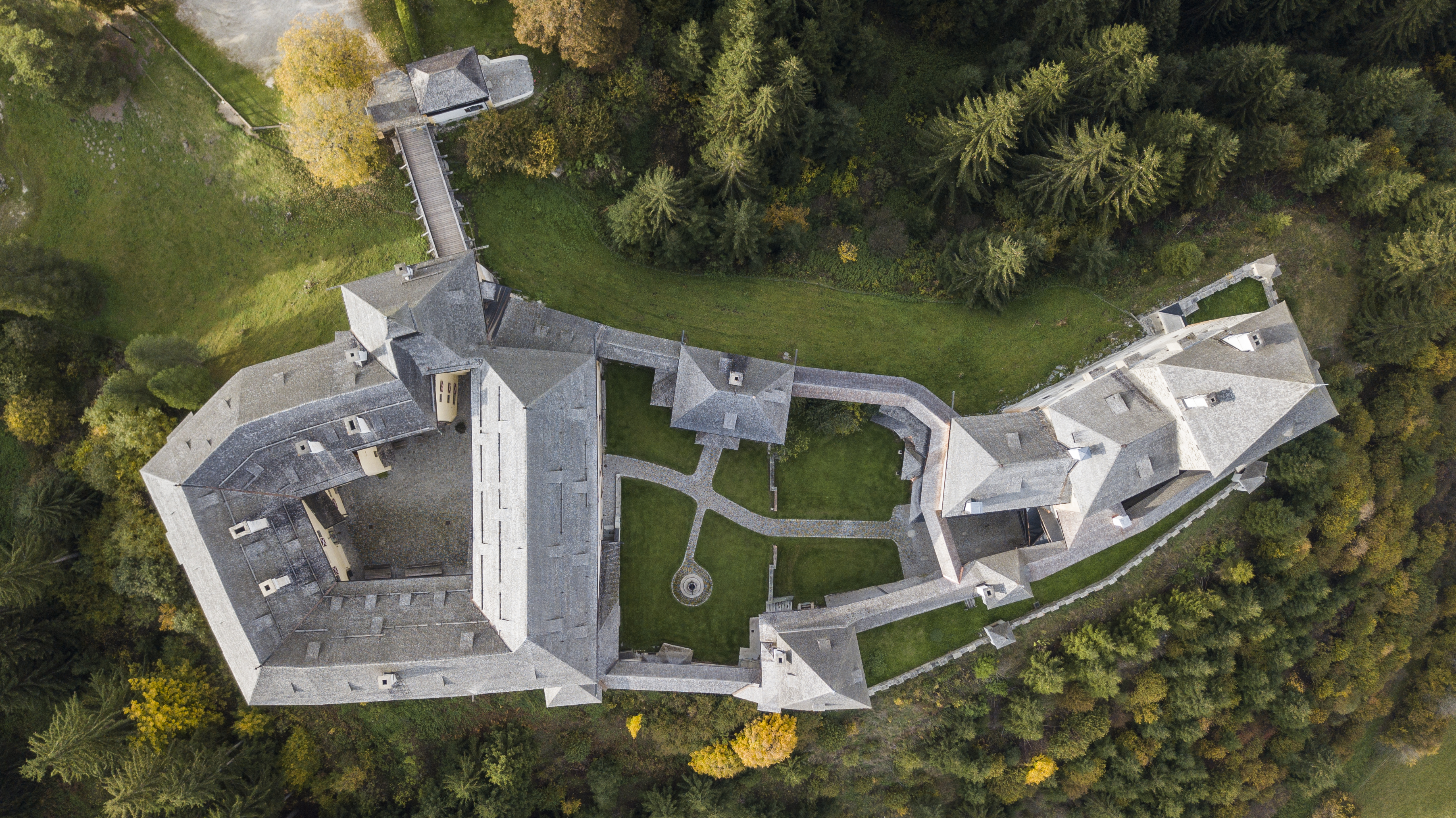
Замок в высоты птичьего полёта
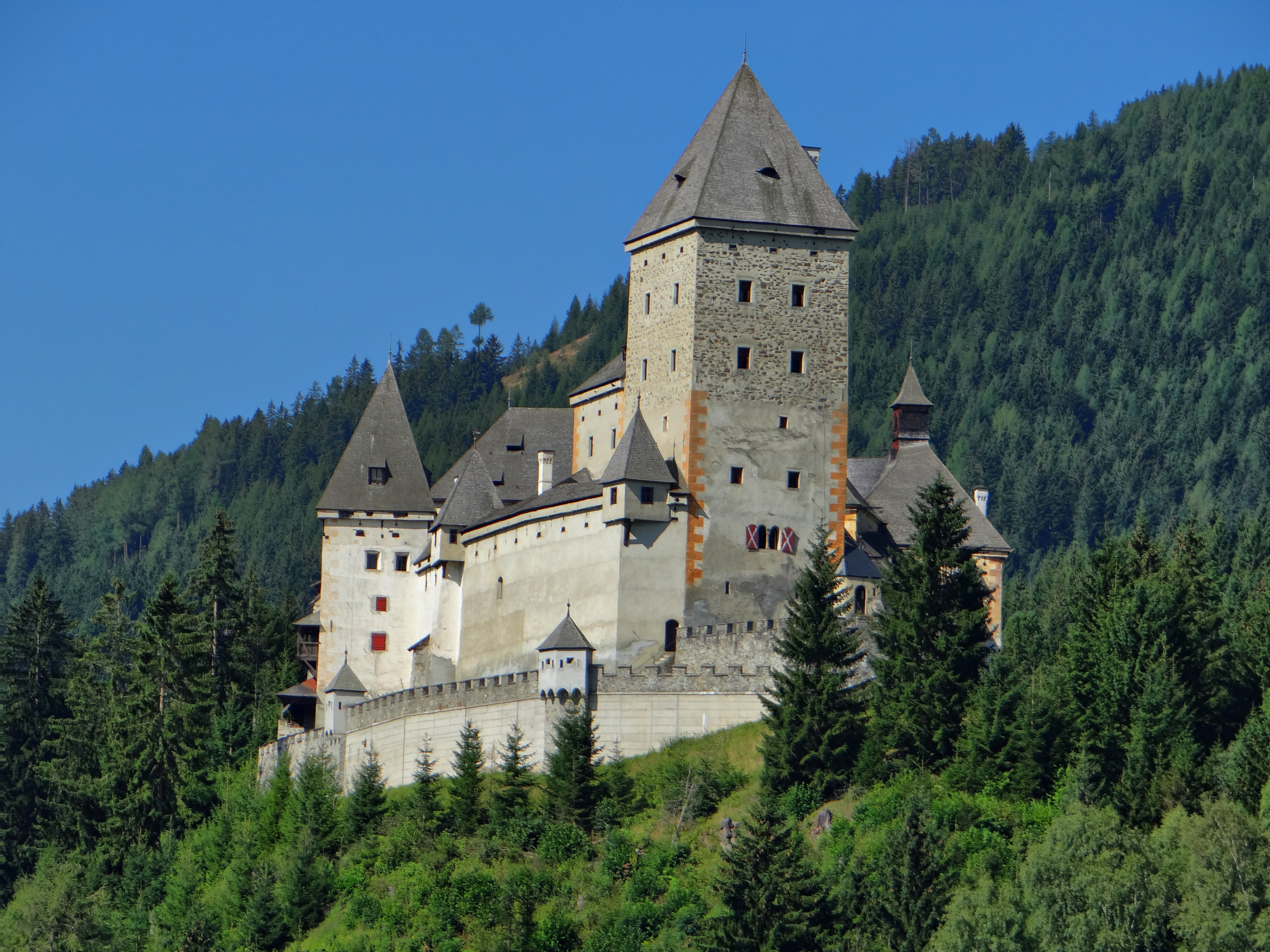
Вид замка c восточной стороны
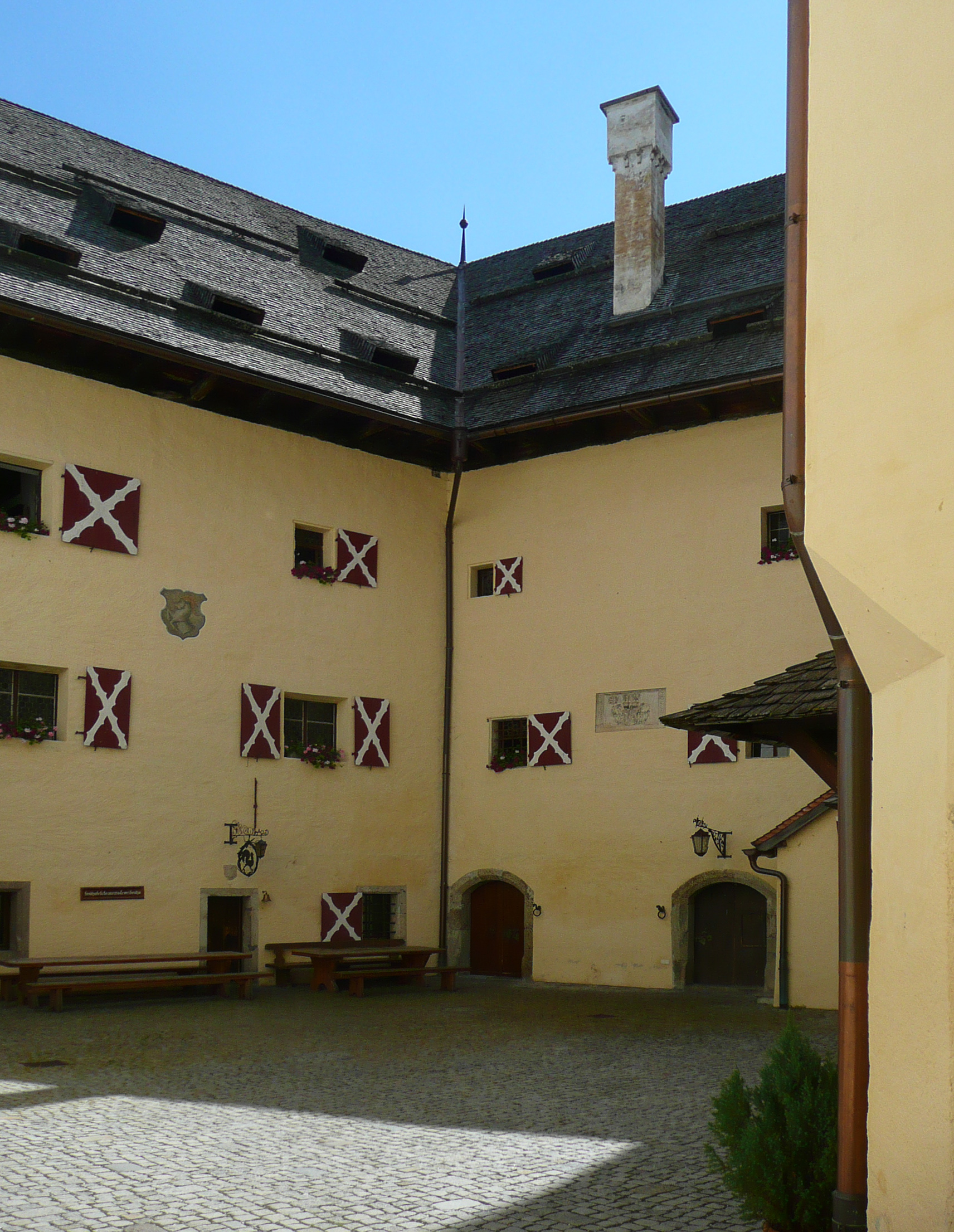
Внутренний двор замка
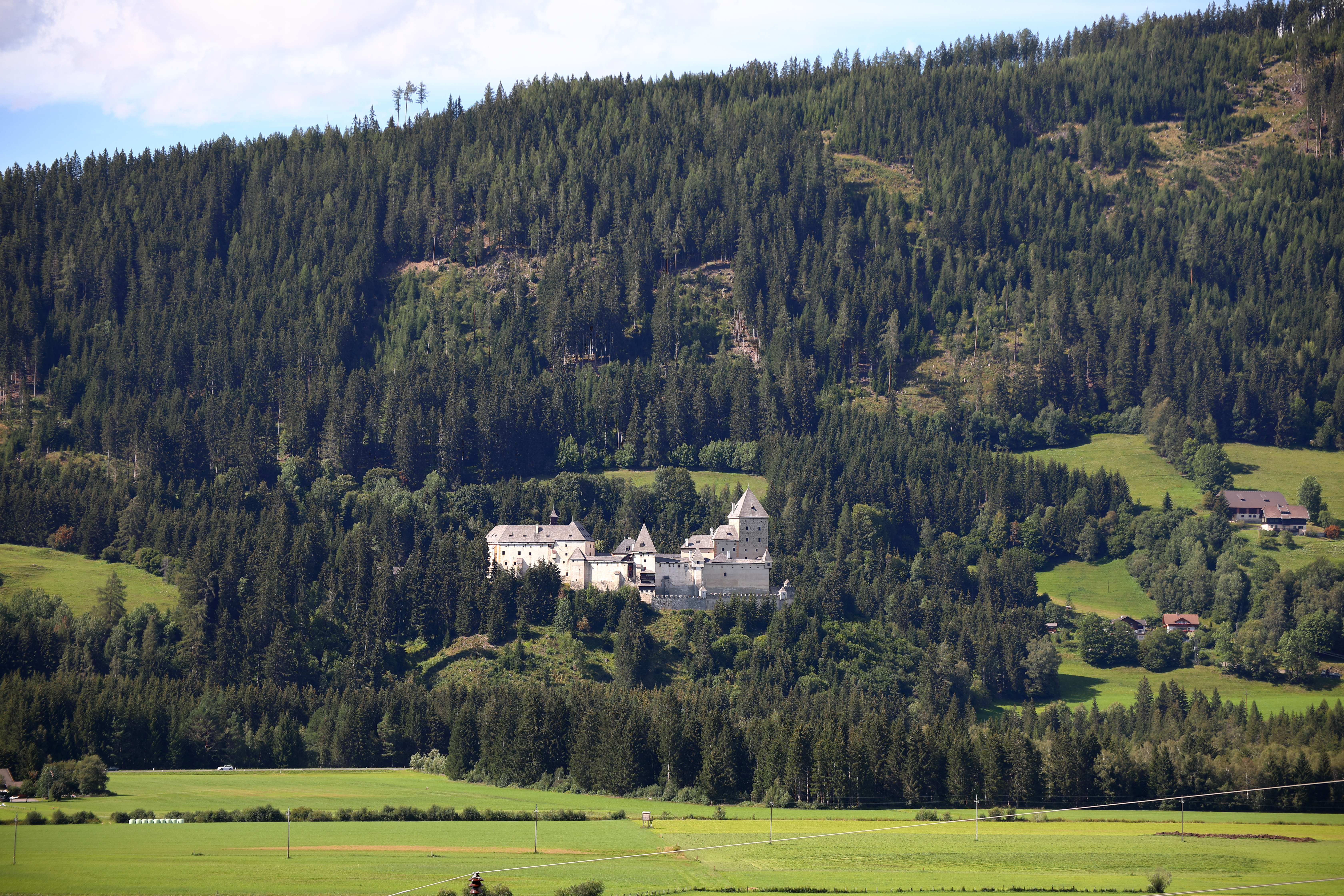
Замок на фоне горы
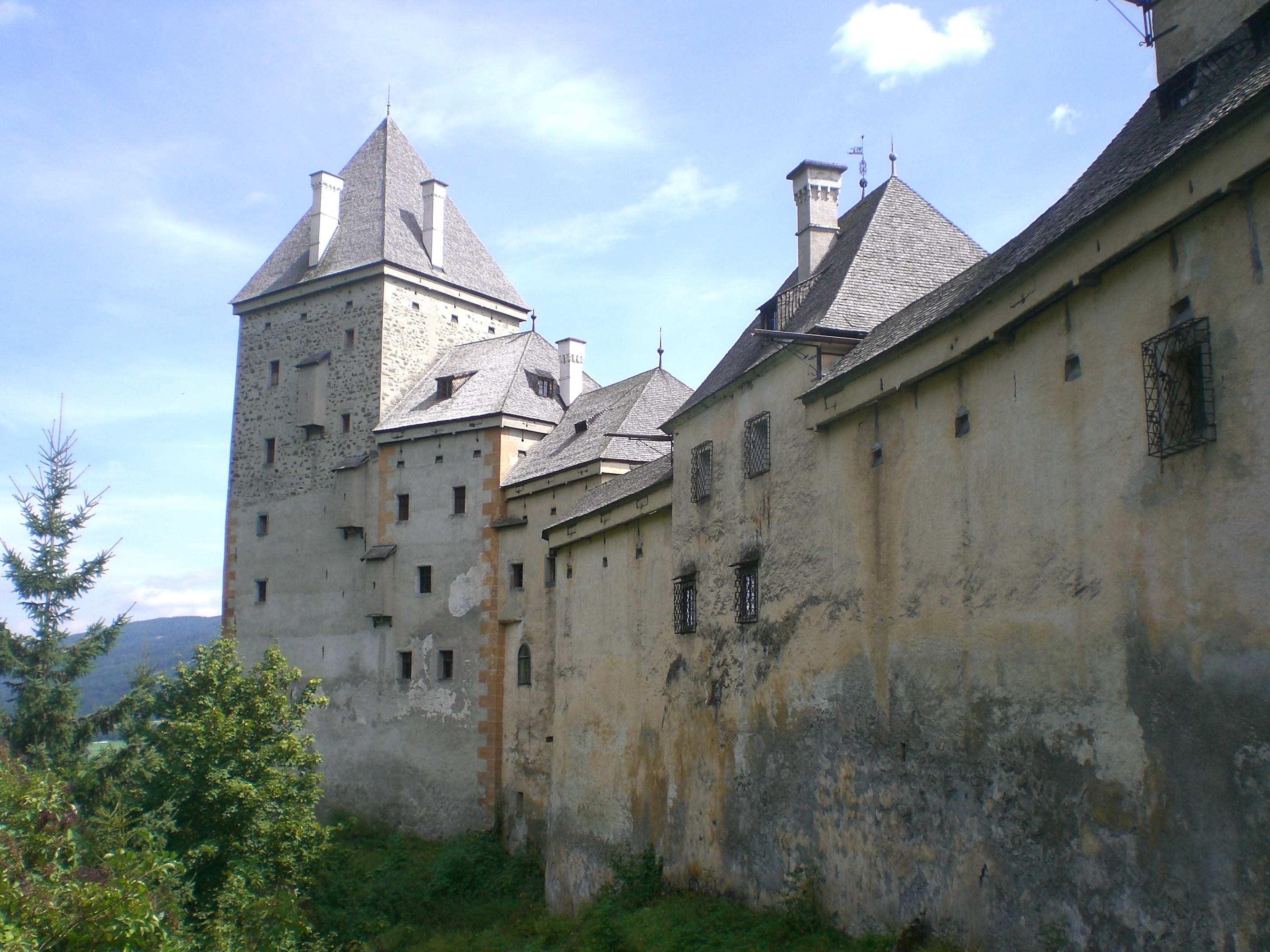
Южная стена замка